# T-26 (戦車)
T-26は、第二次世界大戦前からソ連赤軍などで使用された軽戦車である。

## 概要
ソビエト連邦初の量産型軽戦車T-18の後継となるべき歩兵支援用軽戦車を目指し、T-19とT-20（コムソモーレツとは別物）が試作されたが、これらはエンジントラブルにより実用化には至らなかった。
1929年5月にソ連軍は、イギリスのヴィッカース社が独自に開発していたヴィッカース 6トン戦車をライセンス生産する契約書にサインした。これは、V-26として15両が輸入され、新たな戦車開発のための参考となった。そして、いくつかの他の試作戦車とのトライアルの結果、改良を加えてT-26として採用され、レニングラードのボリシェビキ工場（第232工場）において国産化に入った。1932年からは、同じくレニングラードの第174工場も生産に加わった。
1931年-翌年にかけて、ヴィッカース 6トン戦車同様に1丁ずつのDT機銃を備えた銃塔2基を横並びに搭載した最初の型（1931年型）が量産された。これらの銃塔は互いに干渉するため、270度の限定旋回しかできない。後に、右銃塔にT-18で使われていたオチキス37mm戦車砲の国産型PS-1（M1928年型）を装備した型が作られた。1932年には、同じく右銃塔にB-3（5-K）対戦車砲（ドイツでのラインメタルPaK 35/36 3.7cm対戦車砲の採用に先駆けてライセンス生産され、装備していたもの）の戦車砲型PS-2（1930年型）を搭載したものに変更された（後に同砲をBT-2用単砲塔に搭載したものがレニングラード攻防戦に登場するが、これは、双砲塔型からの現地改造車両である）。しかし、この砲は新型砲の採用により短期で生産を終えてしまったため、1933年型としてBT-5同様に新型砲塔と更に強化された45mm砲に換装されている。先行量産型は円筒形砲塔を搭載していたが、これはすぐに大型バッスルを持つ馬蹄形砲塔に代わり、同砲塔はBT-5戦車やBA-3・BA-6装甲車に搭載された。バリエーションとして、鉢巻型無線アンテナのあるT-26TUもある。1935年には車体の接合に溶接が用いられるようになり、また、さらに後期の生産車では、砲塔後部に機銃のボールマウントが追加され、対空機銃の装備できる新型ハッチを持つなど、細部の異なるバリエーションがある。

## 実戦投入と改良型
スペイン内戦で共和国派側に提供されたT-26は、当時最強の対戦車戦闘能力を持つ45mm砲によって、ファシスト側に参戦したドイツのI号戦車やイタリアのL3/33といった機銃しか持たない軽戦車や豆戦車を圧倒した。スペイン内戦にて、共和国派のT-26がファシスト側のイタリア豆戦車を谷底に突き落とした事例は、世界最初の戦車対戦車の体当たり攻撃として知られている。また、1938年の満州・ソ連間の国境紛争である張鼓峰事件では、257両（他、BT-5が81両、SU-5自走砲が13両）が投入され、日本陸軍との戦闘で9両が完全撃破され76両が損傷（うち現地で修理可能な物39両）の損害を出している。損傷は日本陸軍によるものだけでなく（後に初期のT-34やKVが陥るのと同様の）、工作精度の低さからくるギアボックスや乾式クラッチの故障によるものも多かったという。この後、ノモンハン事件でもBT戦車と共に日本陸軍相手に戦っている。
さらに、1937年型として、側面が傾斜した新型の「円錐型砲塔」タイプが登場。スペイン内戦で火炎瓶攻撃を受けた経験から、エンジンの排気口に後方がメッシュ付きで開口したフードが付けられた。また、後には車体側面も傾斜装甲になった1939-40年型が登場している。
それ以前のノモンハンでも同様に火炎瓶によって撃破されているので、根本的な解決には至っていなかったようである。実際、冬戦争では、対戦車砲とフィンランド兵の肉迫攻撃により大きな損害を出しており、途中で増加装甲を装着している。侵攻の困難さに直面したソ連は、少数のT-26を無線操縦無人戦車「テレタンク」に改造し、実戦投入するといった一幕もあった。
T-26は、出現当時は比較的強力な戦車であったが（後に少し強化されるが）、15mmという主装甲の薄さと88馬力のエンジンパワー不足による速度の遅さにより、ソ連軍戦車兵には評判が良いとはいえなかった。また、BT戦車同様に、機関部付近への榴弾の直撃でガソリンタンクが燃え上がることも多かった。それでも本車は1938年夏の段階で約8,500両、最終的に12,000両以上と言う、当時世界で最も多く生産された戦車となった。凡庸な性能に過ぎなかったT-26の最大の貢献は、戦車後進国であったソ連に、装甲車両の大量生産ノウハウを確立させたことであった。これは、ソ連が独ソ戦を戦い抜き、勝利する上で、大いに意味を持つことになった。

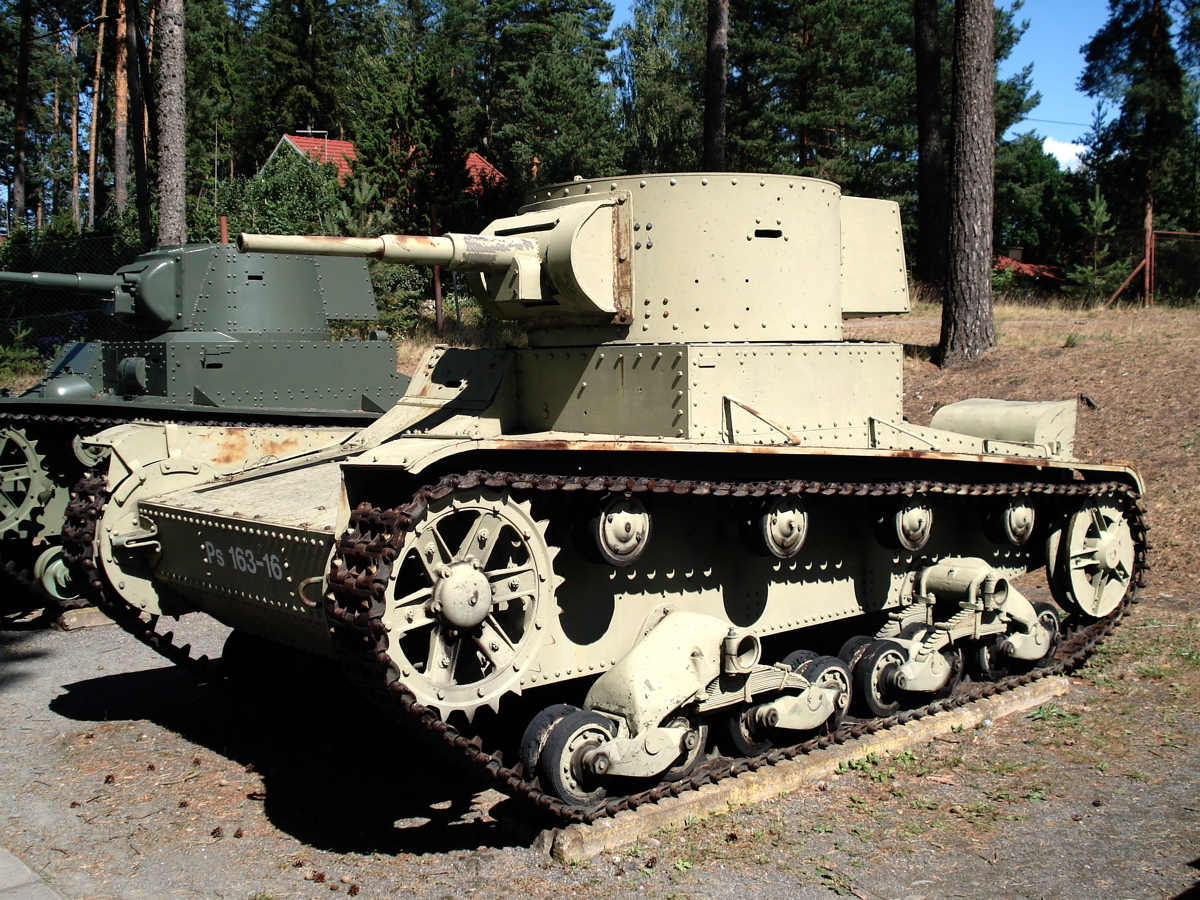
手前はフィンランド軍に鹵獲使用された1933年型。
奥はヴィッカース6t戦車を武装強化したT-26Eで、車体機銃手席の天面装甲板に膨らみをつけた、フィンランド独自の改修がされている。

T-26は、1939年9月17日のソ連によるポーランド侵攻時と1941年6月22日の独ソ戦開戦時における、ソ連軍の主力戦車であった。これらは独ソ戦の初期に大変な損害を出した。ソ連軍は開戦時に弾薬や燃料を十分に配備しておらず、ほとんどは放棄または破壊処理された。しかし、これによりソ連軍は、T-26などの旧式装備を処分して、T-34などの新式装備に刷新できた、という面もある。生き残った車両はBT戦車と共に満州国境の守りに回され、1945年8月の満州侵攻の際に久々に実戦に参戦することとなる。ヨーロッパからのT-34などの移動が遅れたため、この時点で1,461両が実戦配備されており、戦闘や故障で全損34両、工場で修理可能なもの122両、現地で修理可能なもの33両の損害を出している。
ドイツ軍にも大量に鹵獲され、Pz.Kpfw T-26(r)として二線級任務に用いたり、一部は他の鹵獲軽戦車同様に砲塔を外して大砲牽引・弾薬運搬トラクターとして用いられた。フランスのM1897野砲をドイツ軍が対戦車砲に改造した7.5 cm PaK 97/38を搭載した自走砲、7.5cm Pak97/98 BeutePanzer T-26という珍品も存在している。
フィンランド軍も鹵獲した本車を自国の戦力とした。装甲戦闘車両が不足していたフィンランドにとって、ソ連軍からの鹵獲車両は貴重で、特にT-26は各形式合わせて100両以上が鹵獲、独自の小改修を施された上で運用され、数的にはフィンランド戦車部隊の主力戦車であった。また、先に輸入していたヴィッカース 6トン戦車にT-26の戦車砲を載せて強化、これをT-26Eと称して使用した。T-26Eは、砲塔が車体左寄りである通常のT-26と異なり、ヴィッカース 6トン戦車 Mk. E後期型（車体はMk. F規格）の車体なので、砲塔が車体右寄りである。ただしこれは、正規のT-26ではなく、ヴィッカース 6トン戦車の亜種に分類されるのが普通である。また、OT-26の砲塔と火炎放射器を撤去して、別の車輌の砲塔を搭載した独自の個体も存在した。

## 派生型

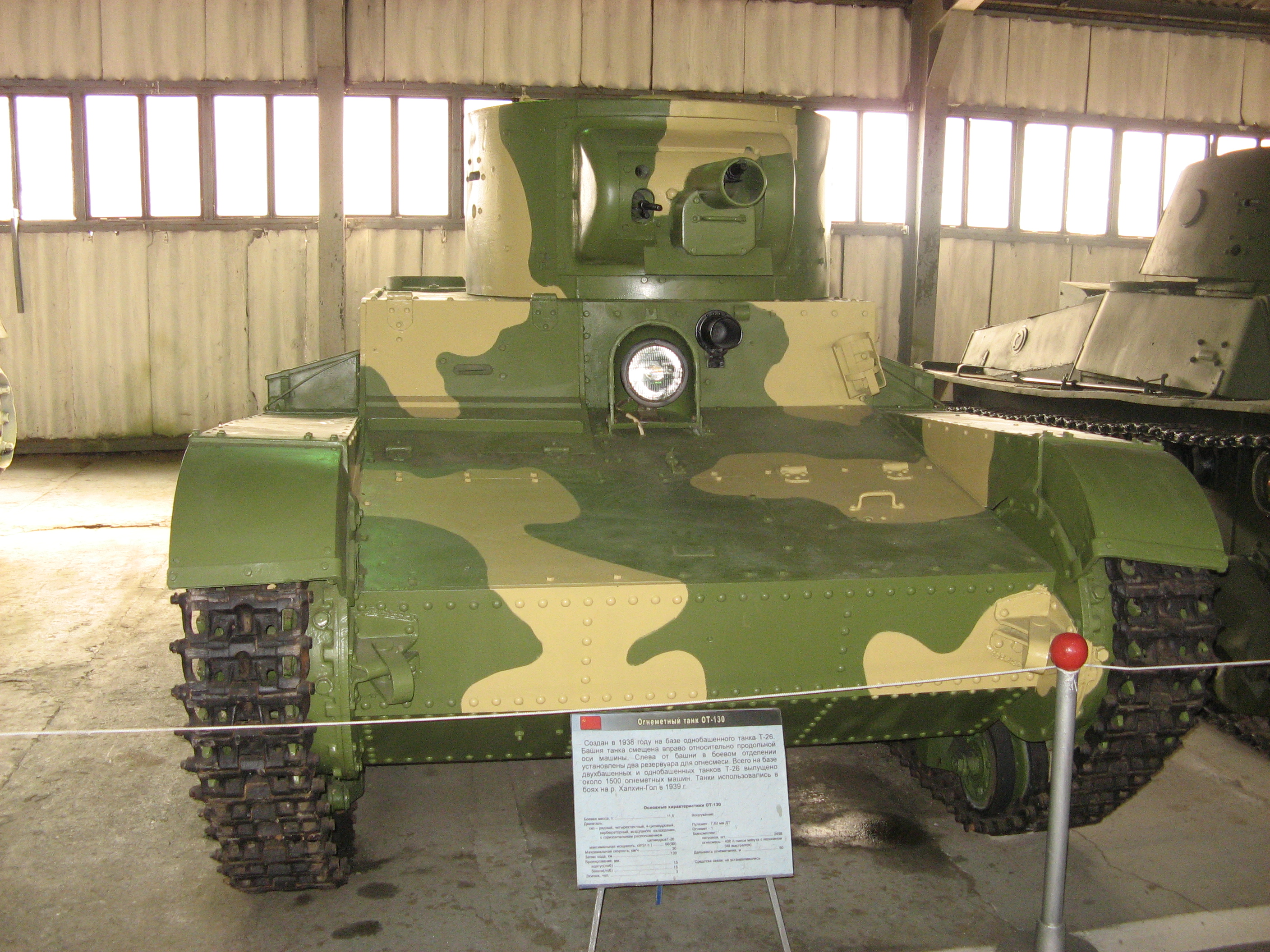
OT-130化学戦車

T-26軽戦車は大まかに分けて、
- 車体が3型式（双砲塔式のT-26A、単砲塔式のT-26B及びT-26C。T-26AとT-26Bは、原型のヴイッカース6トン戦車の車体をそのまま受け継いでいるが、T-26Cはアンダーターレットボックスの三方を傾斜装甲に換えている）。

- 砲塔がMシリーズで3種（双砲塔の1931年型(M1931)、単砲塔の1933年型(M1933)および1935年型(M1935)、1938年型(M1938)および1939年型(M1939)）、OTシリーズで3種（Mシリーズの3種を、砲塔はそのままで、機関銃/戦車砲から火炎放射筒に換えた物。1931年型を使用したOT-26、1933年型を使用したOT-130、1938年型を使用したOT-133）の計6型式。

- 砲塔の位置は、Mシリーズで車体左側にオフセット、OTシリーズで車体右側にオフセット、されている。

SU-1
1931年に試作された、密閉型の固定式戦闘室にPS-3 76.2mm榴弾砲と7.62mm機銃DT 2挺を搭載した軽自走榴弾砲。最大装甲厚13mm。SUとは、キリル文字では「CY」と表記し、「самоходная （артиллерийская） установка サマホードナヤ・（アルティレリイスカヤ・）ウスタノーフカ」（自走砲の意）の頭文字を取ったもの。
T-26 A43砲塔搭載型
T-26-4の前身。1931年2月と同年11月に、計2輌が試作された。2名用のA43 密閉溶接砲塔に「PS-3 76.2mm榴弾砲 1927年型」、 後に「76.2㎜ KT戦車砲 1927/32型」を、1門。砲右側に7.62mm機銃DT 1挺を搭載。A43砲塔は、視界と換気が悪く、手動旋回も困難で、非常に狭かったので、ソ連軍に拒絶された。
SU-5
1933年に発表された「第2次五カ年計画」の一環として、T-26 1933年型のシャーシをベースに開発された試作自走砲。自走砲に最適化するように、シャーシは改造され、エンジンが車体中央に、武装を搭載するオープントップの戦闘室は車体後部に、移されている。
なお、Kommunarトラクターをべースとした、同型式名だが別物のSU-5も存在するので注意。
開発は、レニングラード実験機械工学工場185号に於いて、1934年春から始まり、1934年秋までに、武装の異なる、SU-5-1/SU-5-2/SU-5-3、の3種類（малого триплекса）が、1輌ずつ試作された。1936年に開発計画は中止。
1938年に発生した張鼓峰事件に、5輌のSU-5-2が投入されている。
1939年のポーランド侵攻作戦に参加した記録があるが、戦闘記録はない。
1941年初頭の時点で、試作車両が全てクビンカの装甲車両中央研究所預かりとなっていた他に、配備状況は不明瞭である。
第34戦車師団に3輌が配備されていたが、内2輌は予備役扱いで、即座に戦闘参加可能な車両は1輌とされている。
その後独ソ戦が始まると、SU-5も戦線に投入されたよう。1941年9月のシンヤビノの戦いに少なくとも2輌のSU-5が参加している。
SU-5-1
SU-5のバリエーションで、M1902/30 76.2mm野砲を搭載する自走対戦車砲型。試作車1輌のみ。
SU-5-2
SU-5のバリエーションで、M1910/30 122mm榴弾砲を搭載する自走榴弾砲型。試作車1輌と量産車30輌が製造された。
SU-5-3
SU-5のバリエーションで、M1931 152mm臼砲を搭載する自走臼砲型。試作車1輌のみ。
SU-6
1932年試作。車体上にオープンな台座を設置し、防盾の無いM1931 76.2mm高射砲を搭載した自走高射砲。
AT-1砲兵戦車
近接砲兵支援のために、PS-3 76.2mm榴弾砲を密閉型の固定戦闘室に搭載した、車高が低めで後のドイツ突撃砲に先駆けたデザイン。1935年に2輌が試作された。ATとは、キリル文字でも「AT」と表記し、「Артиллерийский танк アルティレリイスキイ タンク」（砲兵戦車の意）の頭文字を取ったもの。ロシア語でも戦車は「タンク танк」と呼ぶ。
T-26-4砲兵戦車
1937年から翌年にかけて量産された、M1937 76.2mm歩兵砲と砲右側に7.62mm機銃DTを搭載する近接支援型。この砲塔はBT-7Aのものと同型である。23両のみの限定生産。ちなみに、イギリス戦車も同じように3インチ榴弾砲を搭載した近接支援（CS）型を採用している。
テレタンク
旧式のT-26をベースに作られた無線操縦無人戦車。操縦は1 km以上離れた、後続する有人のT-26から行う。冬戦争初期に実戦投入された。無人戦車側にセンサー類は一切無く（リモートセンシング不可）、操縦や操作は全て有人戦車側の操縦者の目視に依った。無人戦車は無線圏外に入ると、30分後に停止し、再び電波に接触するまで、エンジンをアイドリング状態に保った。武装は機関銃や火炎放射器で、遠隔操作で発砲可能。後継車両は開発されていない。
- - テレタンク

T-26-6、SU-T-26、SU-26、SU-76P（全て同一車両の異型式名）
独ソ戦初期に、砲塔の代わりに大型の簡易な防盾と76.2mm連隊砲（榴弾砲）を搭載し、暫定的に生産された即製自走砲。
後送されてきたT-26または火炎放射戦車型のOT-130/133の車体から、砲塔と戦闘室を取り払い、M1927 76mm歩兵砲を旋回式の防盾付き台座に据えて搭載している。この砲は本来歩兵支援用であるが、成形炸薬弾が使用できたため、限定的ながら対戦車戦闘も可能であった。
1941年から42年にかけて、合計17輌が製造されている。
また同様の方式で、37mm高射砲61-Kを搭載した車両も2輌製造されている。
1941年に生産された車両は、第122、123、124、125戦車旅団で使用され、1942年に生産された車両は第220戦車旅団で使用されていた記録がある。
OT-26（KhT-26）
1937年に双銃塔型のT-26の、右側銃塔にM1933 火炎放射器を追加した火炎放射戦車（ソ連軍では「化学戦車」と呼ばれる）。左の銃塔は撤去され、その下には135リットル燃料タンクが設置された。ノモンハン事件では壕にこもる日本陸軍兵を燻り出すのに有効であったと記録されている。
OT-130（KhT-130）
単砲塔型のT-26 1933年型がベースで、45mm砲の代わりにM1938 火炎放射器を搭載する。車内に200リットル燃料タンク2個を収納したため、居住性が悪い。
OT-133（KhT-133）
傾斜装甲型のT-26 1937年型がベースで、45mm砲の代わりにM1938火炎放射器を搭載する。
OT-134（KhT-134）
傾斜装甲型のT-26 1937年型がベースで、ノモンハン事件や冬戦争での経験から、45mm砲を残し車体前面左側にM1938 火炎放射器を搭載する。しかし、車内スペースの関係で砲弾・燃料ともに減少し、中途半端な戦闘力となってしまい、量産されずに終わった。
ST-26工兵戦車
双砲塔型をベースに作られた工兵車両。架橋戦車仕様、マインプラウ式およびローラー式の地雷処理戦車仕様に切り替えが可能。少なくとも70両が造られたようだが、実戦投入の記録は無い。

## 登場作品

### アニメ
『ガールズ&パンツァー最終章』
第3話に継続高校の所有車輌として、OT-133改造型のT-26が登場する。パロラ戦車博物館に現存する「Ps.164-7号車」がモデルである。ソ連軍の1939年型砲塔仕様のOT-133化学戦車（火炎放射戦車）を、フィンランド軍が鹵獲した後に、武装を火炎放射筒から元の45 mm戦車砲に戻した物。その改造によって、T-26Cの姿にほぼ等しくなったが、砲塔の車体右側へのオフセットという、正規のT-26Cには在り得ない状態となっている。車体前部左側の六角形の機銃マウントもフィンランド軍によって追加された物である。

### ゲーム
『War Thunder』
ソ連の初期戦車として1939年型、ツリー上にT-26-4、プレミアム車両に現地改修の装甲強化型のT-26E、中国の初期車両としても登場。
『World of Tanks』
ソ連軽戦車T-26として開発可能。派生車両として、ソ連駆逐戦車AT-1、ソ連自走砲SU-5が開発可能。
『トータル・タンク・シミュレーター』
ソビエト連邦の火炎放射軽戦車としてOT-130が使用可能。
『虫けら戦車』
小さくなり虫と戦うことになったドイツ軍戦車兵がフィールド上で見つけると使用できる。